# Parahorismenus
Parahorismenus is een geslacht van vliesvleugeligen uit de familie Eulophidae. De wetenschappelijke naam van dit geslacht is voor het eerst geldig gepubliceerd in 1915 door Girault.

## Soorten
Het geslacht Parahorismenus omvat de volgende soorten:
- Parahorismenus cornelli Kamijo, 1990
- Parahorismenus infuscatipennis (Shafee, Fatma, Khan & Shujauddin, 1984)
- Parahorismenus pondicherryensis (Shafee & Rizvi, 1985)
- Parahorismenus spissipunctatus Girault, 1915